# Echinopsis schickendantzii
Az Echinopsis schickendantzii a szegfűvirágúak (Caryophyllales) rendjébe, ezen belül a kaktuszfélék (Cactaceae) családjába tartozó faj.

## Előfordulása
Az Echinopsis schickendantzii előfordulási területe a dél-amerikai Argentínában van. Ennek az országnak az északnyugati részén őshonos kaktuszfaj.
Az ember betelepítette a Szabadállam nevű dél-afrikai köztársasági tartományba.

## Megjelenése
E kaktuszfaj oszlopos felépítésű, törzse sötétzöld színű és sűrűn bordázott. Bordázatainak élén nőnek ki az areolából sűrű tövisei. Fehér színű tölcsérvirágának nincs illata. A virágok elnyílása után megjelennek a növényen ehető gyümölcsei.

## Képek

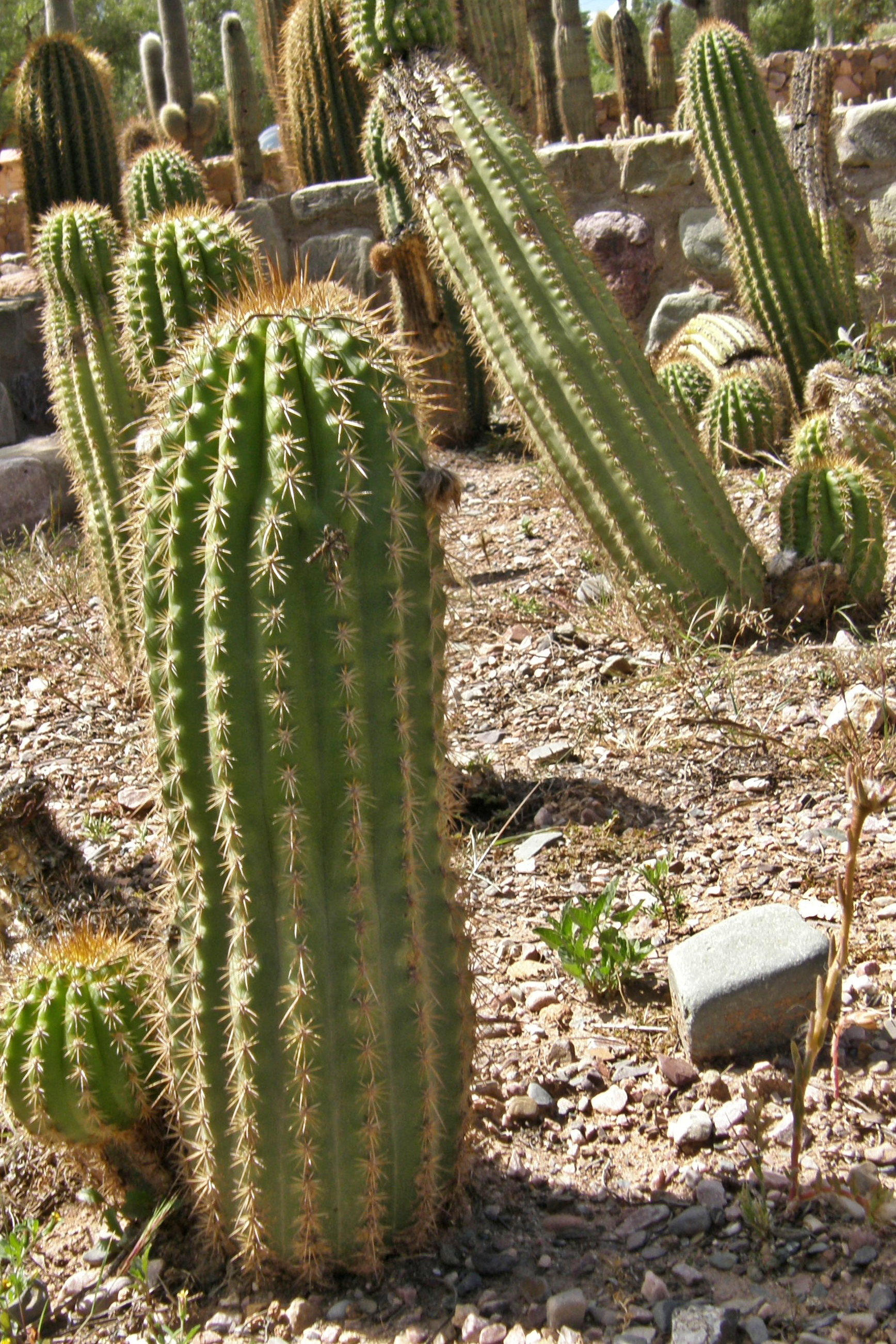
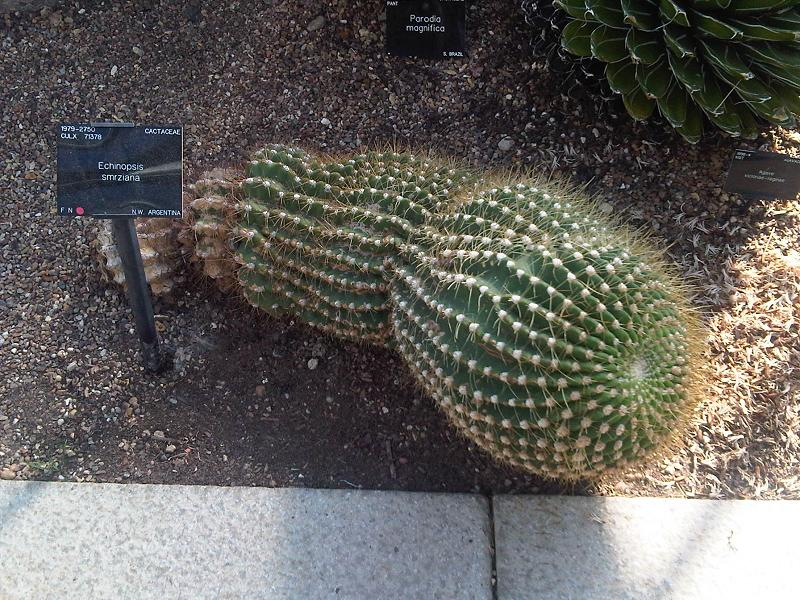
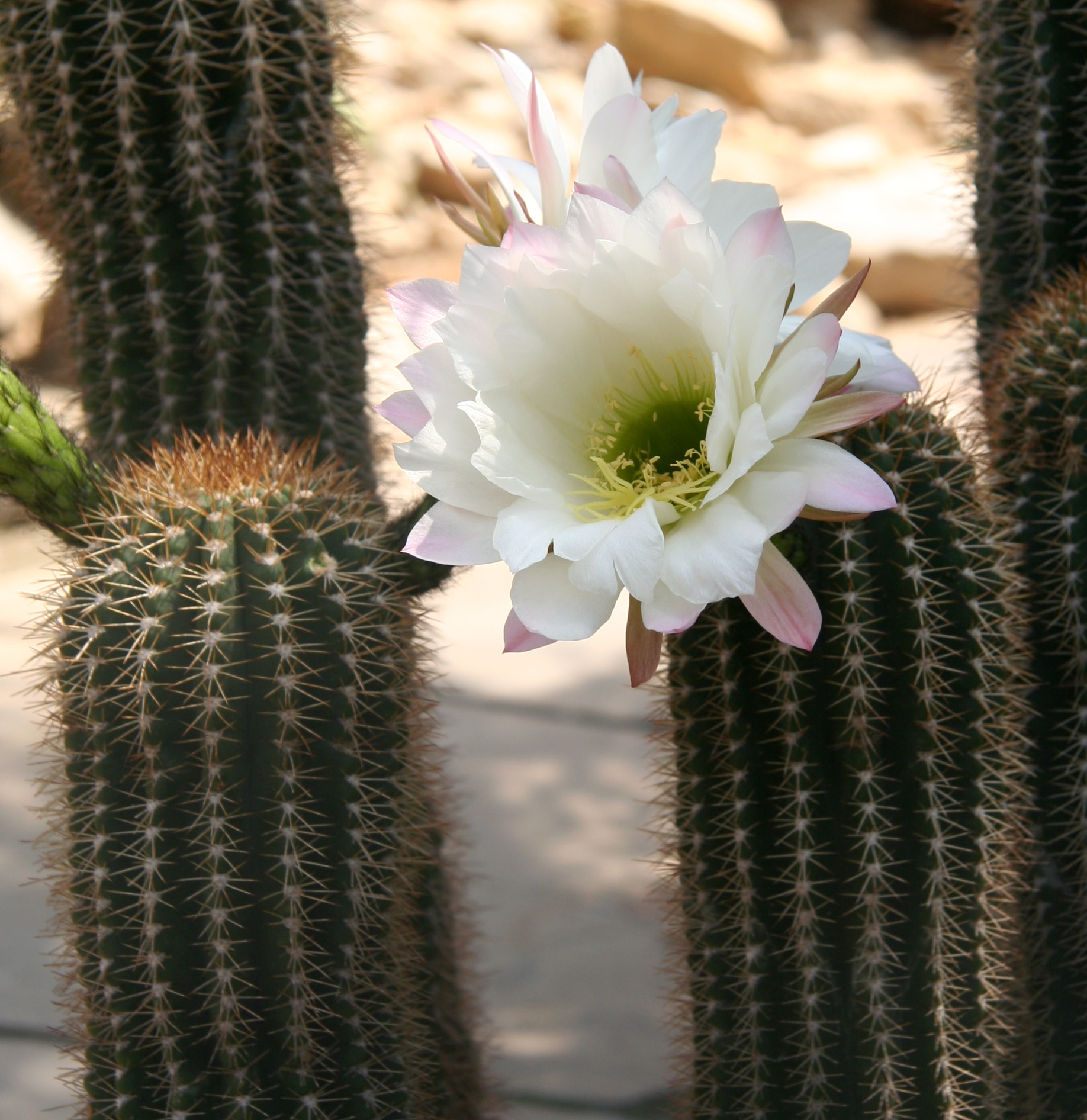
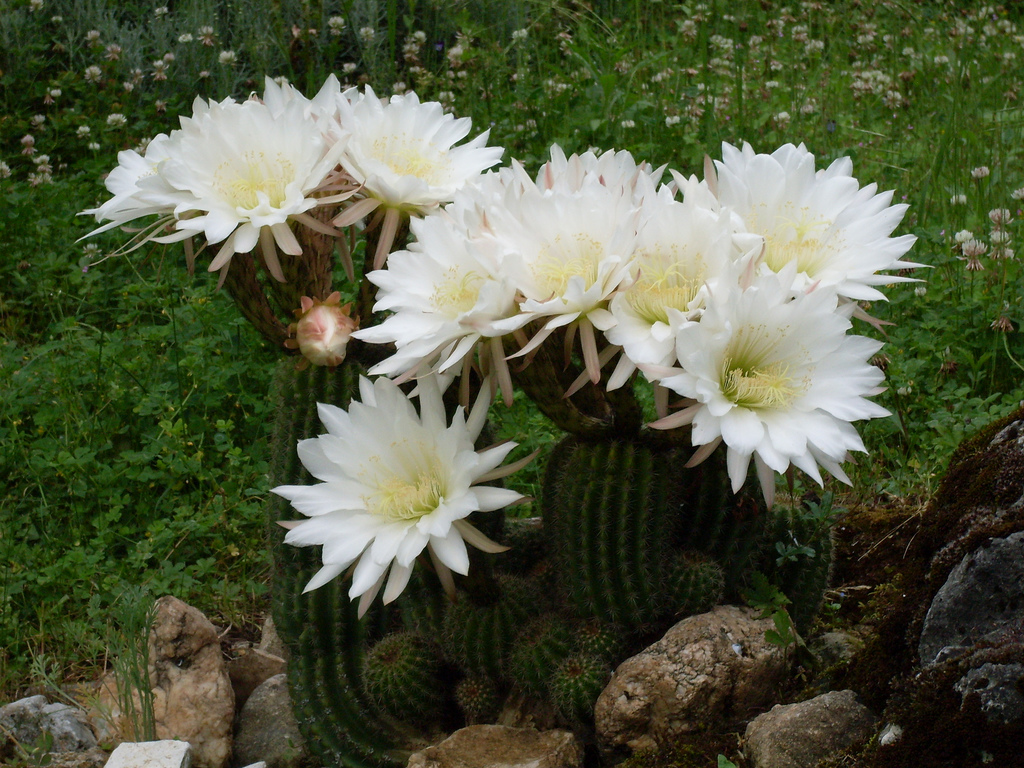

## Fordítás
- Ez a szócikk részben vagy egészben  az   Echinopsis schickendantzii című angol Wikipédia-szócikk ezen változatának fordításán alapul.  Az eredeti cikk szerkesztőit annak laptörténete sorolja fel. Ez a jelzés csupán a megfogalmazás eredetét és a szerzői jogokat jelzi, nem szolgál a cikkben szereplő információk forrásmegjelöléseként.